# Ліберецький край
Ліберецький край (чеськ. Liberecký kraj) — адміністративна одиниця (край), одна із 14 вищих (1-го рівня) одиниць органів місцевого самоврядування Чехії. Повністю розташований в історичній області Богемія, в її північній частині. Адміністративний центр краю — місто Ліберець.

## Географія

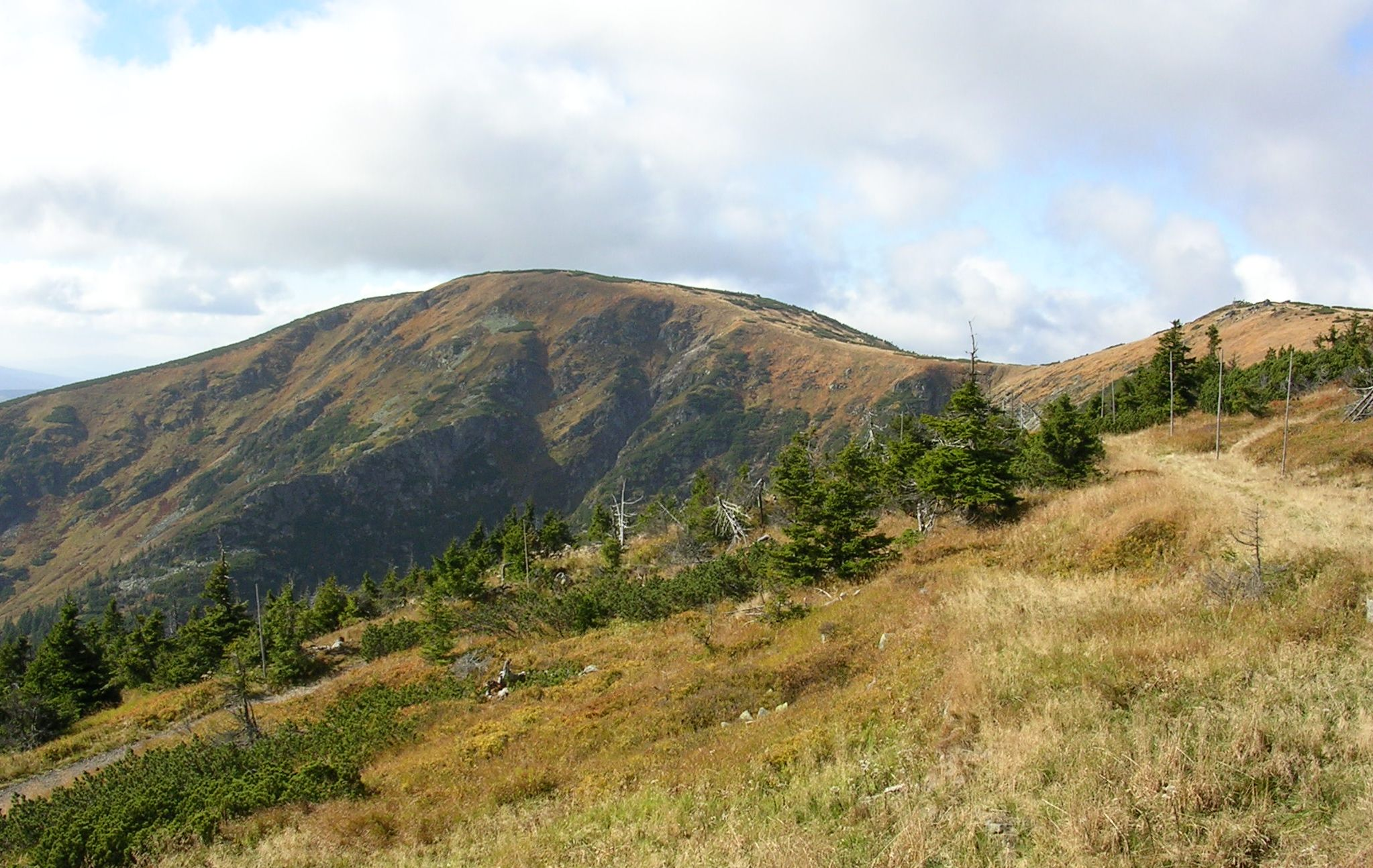
Найвища вершина краю, гора Котел

Край розташований в історичній області Богемія, в північній частині Чехії. На південному сході межує із Краловоградецьким, на півдні — із Центральночеським, на заході — із Устецьким краями (всі краї Чехії); на півночі межує із землею Саксонія (Німеччина); на північному сході — із Нижньосілезьким воєводством (Польща).
Територія краю належить до Чеського масиву, який є одним із найстаріших геологічних утворень європейського материка. Рельєф краю здебільшого гористий, на півночі та північному сході, на кордоні із Польщею, розкинулися Крконоше — «Ісполінові гори», з найвищою вершиною, горою Котел (1435 м). Найнижча точка (208 метрів над рівнем моря) — місце, де річка Смеда (Smědá) перетинає кордон Чехії із Польщею. Північно-східна частина краю має холодніший клімат, ніж західна і південно-західна. По території краю протікають кілька великих річок: Їзера і Плоучніце (Ploučnice) — обидві праві притоки Ельби, Ниса-Лужицька — ліва притока Одри. У Ліберецькому краї також є мінеральні джерела та лікувальні грязі.
Сільськогосподарські угіддя займають 22,3 % території, що є нижче середнього показника по країні. Велику площу (44,2 % території) займають ліси.

## Населення
У краї проживає 439 262 мешканці за станом на 26 березня 2011 року (трохи понад 4 % населення Чехії). Середня щільність населення краю трохи вище середньої по країні (Чехія — 130 осіб на км²) і становить — 138,88 особи на км². Найвища щільність у місті Яблонець-над-Нисою (1442), найнижча — в окрузі Чеська Липа (96,4). За цими показниками край займає 13-те, передостаннє місце за кількістю населення і 6-те — за щільністю населення серед всіх 13-ти країв республіки та столиці.
| Роки            | 1961    | 1970    | 1980    | 1991    | 2001    | 2011    |
| --------------- | ------- | ------- | ------- | ------- | ------- | ------- |
| Населення, осіб | 381 742 | 381 626 | 411 209 | 425 120 | 428 184 | 439 262 |

## Адміністративний поділ

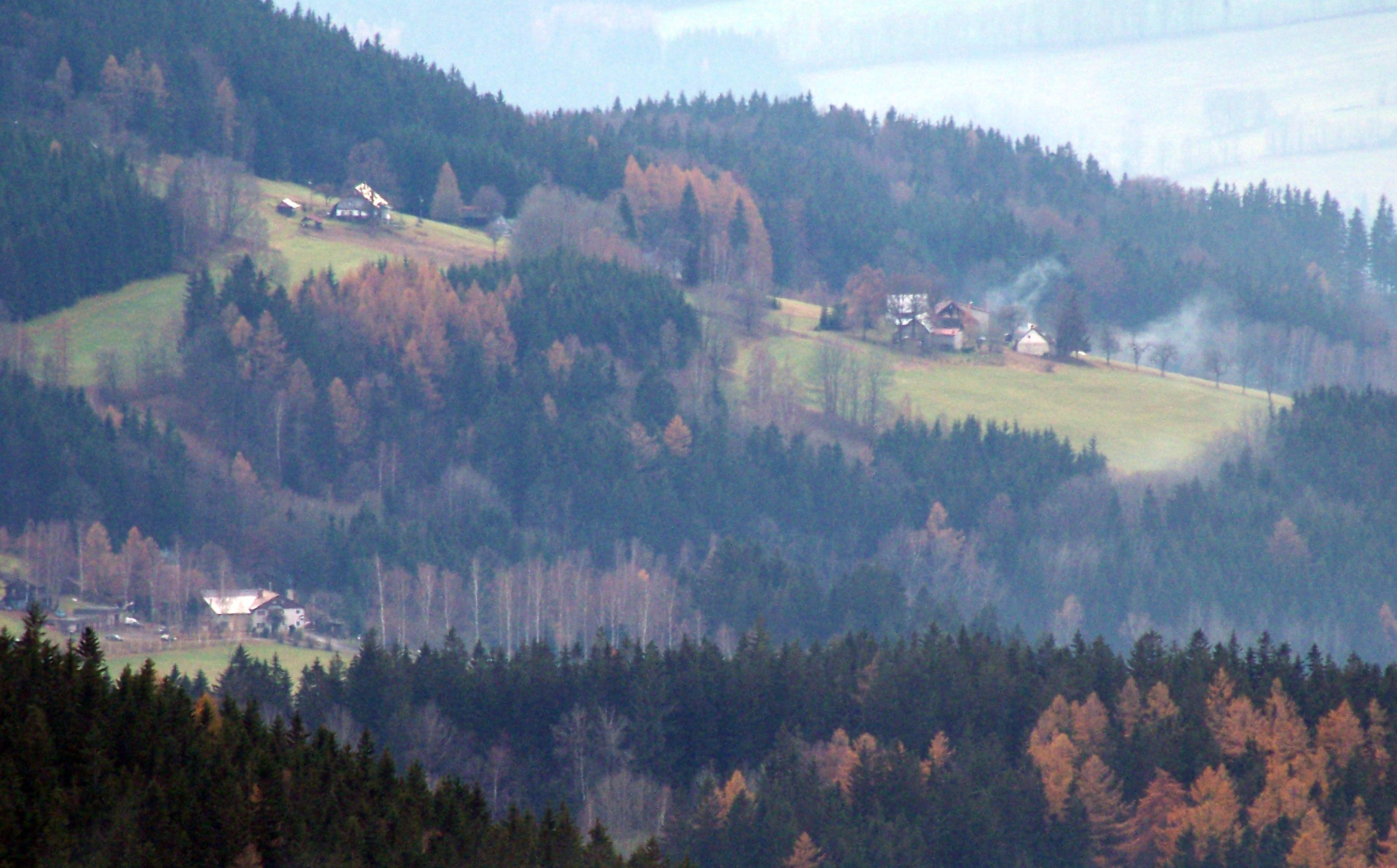
Ісполінські гори. Яблунець-над-Їзерою

Край один із найменших у республіці. Його площа становить 3 163 км², що становить близько 4 % від усієї території Чехії, і займає 13-те місце серед країв країни, йому поступається тільки столиця Прага.
Ліберецький край ділиться на 4-ри округи в яких, у свою чергу, налічується 256 населених пунктів у тому числі: 39 міст, 2 містечка та 215 сіл, 10 муніципальних утворень з розширеними повноваженнями.
| Округи Ліберецького краю (2011) | Округи Ліберецького краю (2011) | Округи Ліберецького краю (2011) | Округи Ліберецького краю (2011) | Округи Ліберецького краю (2011) |
| Округ                           | Населення, осіб                 | Площа, км²                      | Густота, осіб/км²               | Населенні пункти, (міст / сіл)  |
| ------------------------------- | ------------------------------- | ------------------------------- | ------------------------------- | ------------------------------- |
| Ліберець                        | 170 912                         | 988,87                          | 172,84                          | 11 / 59                         |
| Семіли                          | 74 967                          | 698,99                          | 107,25                          | 9 / 65                          |
| Чеська Липа                     | 103 429                         | 1 072,91                        | 96,4                            | 11+1 / 57                       |
| Яблонець-над-Нисою              | 89 954                          | 402,30                          | 223,6                           | 8+1 / 34                        |

## Найбільші міста

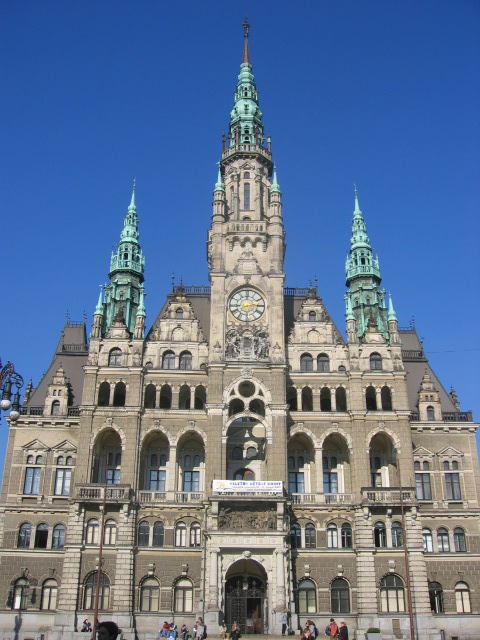
Ратуша у місті Ліберець

У Ліберецькому краї нараховується 39 міст і 2 містечка. Найбільші із них приведені в таблиці. Дані по чисельності населення міст вказані станом на 26 березня 2011 року.
| Місто              | Населення |  | Місто                 | Населення |
| Ліберець           | 102 247   |  | Железни Брод          | 6 448     |
| Яблонець-над-Нисою | 45 255    |  | Храстава              | 6 310     |
| Чеська Липа        | 37 510    |  | Ломніце-над-Попелькою | 5 765     |
| Турнов             | 14 395    |  | Їлемниці              | 5 651     |
| Новий Бор          | 12 117    |  | Докси                 | 5 146     |
| Семіли             | 8 738     |  | Цвіков                | 4 442     |
| Градек-над-Нисою   | 7 630     |  | Страз-під-Ралскем     | 4 120     |
| Фрідлант           | 7 619     |  | Каменіцкий Шенов      | 4 076     |
| Танвалд            | 6 740     |  | Нове Місто-під-Смркем | 3 891     |
| Мімонь             | 6 698     |  | Яблонне-в-Подештеди   | 3 766     |

## Народне господарство

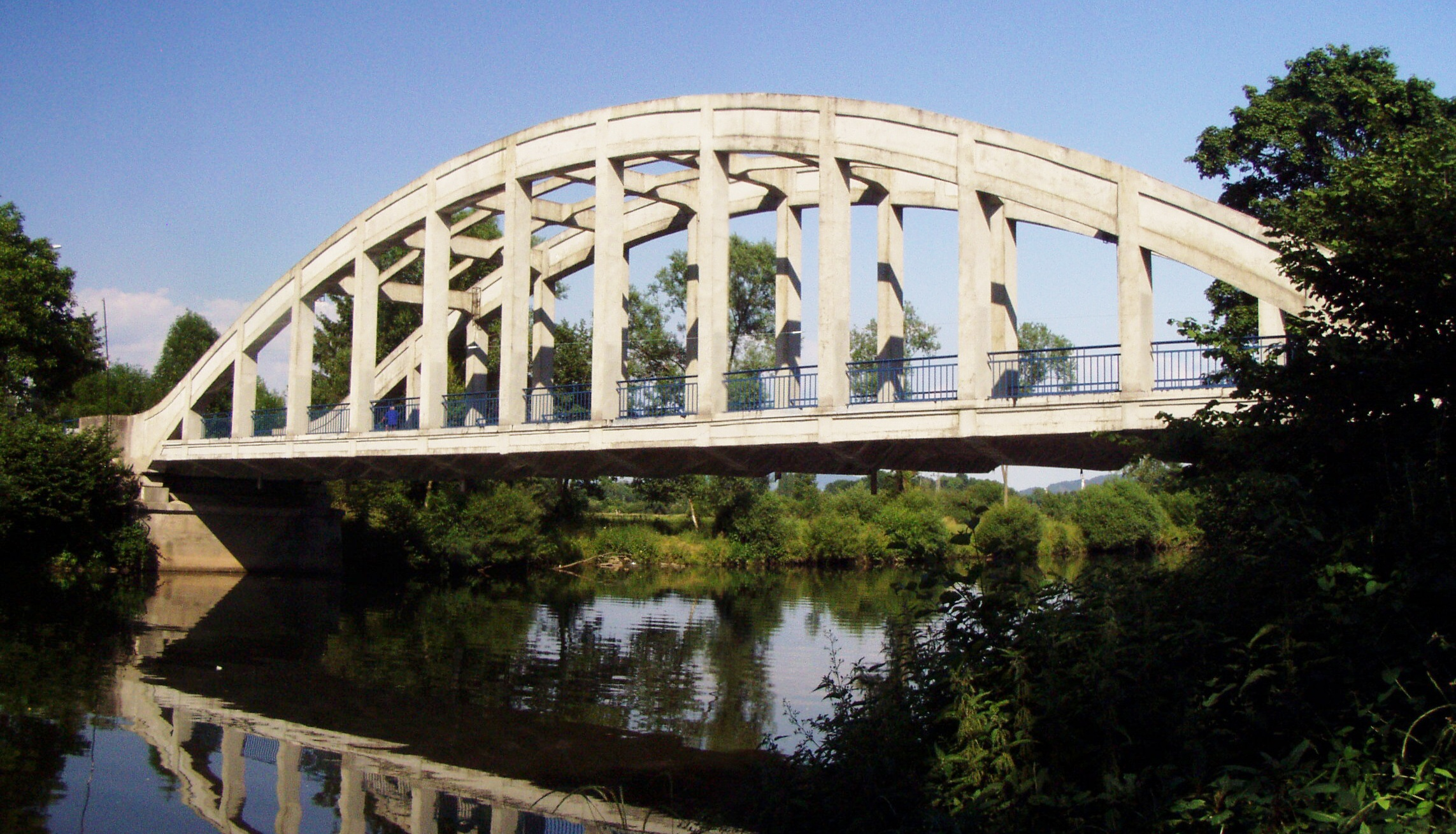
Село Svijany. Міст через річку Їзера

### Економіка
Ліберецький край виробляє 3,5 % валового національного продукту Чехії. Безробіття в регіоні становить близько 10 %. Найнижче воно в містах Яблунець, Семіли і Ліберець, найвищий у Фрідланті і Ческій Липі. Важливе значення в економіці краю відіграє скляна промисловість, виробництво біжутерії, обробка пластмаси, машинобудування.
Традиційні галузі промисловості, такі як текстильна (виробництво одягу, вовняних і в'язаних виробів), продукції важкого машинобудування (вантажні автомобілі і т. д.) знаходяться в занепаді. Видобуток уранової руди в районі міста Страз-під-Ралскем також припинилося (у 2001 р.). В останні роки XX, на початку XIX століття відзначається зростання іноземних інвестицій в економіку краю. Також відбувається економічний ріст в торгівлі і туризмі.

### Сільське господарство
У сільському господарстві основною продукцією є зернові культури (пшениця, ячмінь), картопля, льон та ріпак. У меншій мірі, тут вирощується кукурудза, буряк, фрукти і овочі. В тваринництві переважає в першу чергу розведення великої рогатої худоби, свиней та птиці. Досить розвинута переробка м'ясо-молочної продукції.

### Транспорт
Ліберецький край має дуже щільну мережу залізниць, яка є однією з найрозвиненіших мереж в Європі. Хоча дуже багато залізничних дільниць застаріли, і потребують ремонту і реконструкції. Автомобільні шляхи представлені регіональною дорогою R35 Ліберець — Турнов — Градець-Кралове — Оломоуц; європейським маршрутом E65 Прага — Турнов — Гаррахов — Щецін і кількома дорогами 1 класу: I13 Фрідлант — Ліберец — Дечин — Усті-над-Лабем — Мост — Карлові Вари, I9 Чеська Липа — Мельник, I14 Ліберець — Врхлаби — Трутнов. В регіоні також є кілька невеликих аеропортів; у містах Ліберець, Годковіце-над-Могелкою, Чеській Липі. З 2009 року в окрузі створено підприємство «Інтегрована транспортна система» (IDOL).

## Цікаві місця
Ліберецький край має багату історію, яка знайшла свій відбиток в численних пам'ятках історії, культури та архітектури. У місті Ліберець розташований музей Північної Чехії, картинна галерея, ботанічний сад і зоопарк.
До історичних об'єктів, що приваблює туристів, належать численні фортеці і замки (Бездєз,  Лемберк, Фрідлант, Троскі, Грабштейн,  Вальдштейн), а також ряд культових споруд. Крім того, у краї багато озер, на берегах яких розташовані туристичні бази та пансіони